# Asbecesta kibonotensis
Asbecesta kibonotensis is een keversoort uit de familie bladkevers (Chrysomelidae). De wetenschappelijke naam van de soort werd in 1909 gepubliceerd door Julius Weise.